# Fritz Held (Jurist)
Fritz Held (* 15. April 1887 in Hersbruck; † 24. Dezember 1962 in Tegernsee (Stadt)) war ein deutscher Verwaltungsjurist und Bezirksoberamtmann.

## Leben
Nach dem Abitur am Realgymnasium Nürnberg mit einer Ergänzungsprüfung in Latein und Griechisch am Wilhelmsgymnasium München studierte Fritz Held 1905/1906 Naturwissenschaften und von 1906 bis 1909 Rechtswissenschaften an der Ludwig-Maximilians-Universität München. 1913 legte er in Augsburg das Große juristische Staatsexamen ab und kam 1917 als Assessor zum Bezirksamt Pfarrkirchen und 1919 nach Ludwigshafen. 1921 ging er zum Staatsministerium für Handel, Industrie und Gewerbe und wurde dort 1923 Regierungsrat und 1928 Oberregierungsrat. Zum 1. November 1931 wurde er als Bezirksoberamtmann mit der Leitung des Bezirksamtes Ebern betraut. In diesem Amt blieb er bis Oktober 1938, als er zur Regierung von Ober- und Mittelfranken berufen und zum kommissarischen Landrat im Landkreis Falkenau an der Eger und im Landkreis Bischofteinitz im Sudetenland bestellt. In der Zeit vom 15. Februar bis zum 7. Dezember 1943 war er als Militärverwaltungsoberrat beim Militärgouverneur von Paris eingesetzt. Unmittelbar im Anschluss daran folgte die Abordnung zur Regierung Merseburg und bereits nach einem halben Jahr kam er zur Regierung Regensburg. Dort wurde er im Dezember 1945 seines Amtes enthoben. Im Entnazifizierungsverfahren wurde er am 23. Juni 1947 von der Spruchkammer Ebern als entlastet eingestuft. So kam er im Dezember 1948 in das Staatsministerium des Innern, wo er 1951 zum Ministerialrat aufstieg. Zum 1. Juni 1952 wurde er in den Ruhestand verabschiedet, wobei er noch für weitere drei Jahre als Beamter auf Zeit beim Verwaltungsgericht München tätig war.
Held war von 1908 bis 1911 Mitglied der Nationalsozialen Partei und vom 1. Dezember 1938 an in der DNSAP Sudetenland. Er beantragte am 25. März 1939 die Aufnahme in die NSDAP und wurde rückwirkend zum 1. Dezember 1938 aufgenommen (Mitgliedsnummer 6.423.614). Von 1935 bis 1938 war er Mitglied des NSKK.